# Dingo Pictures
Dingo Pictures (eigentlich: Dingo Productions Haas und Ickert Partnerschaft, Filmemacher) ist ein in Friedrichsdorf ansässiges Animationsunternehmen, das von dem Musiker Ludwig Ickert (* 30. März 1944; † 14. November 2019) und der Buchautorin Roswitha Haas (* 28. Januar 1940; † 8. Dezember 2015) im Jahr 1992 unter dem Namen Media Concept gegründet wurde. Bekannt wurden beide durch ihre Animationsfilme auf Videospielkonsolen.

## Geschichte
Anfang der 1990er Jahre gründete Ludwig Ickert, der in den 1960er Jahren durch die Band The Rangers (Ickert, Robert Wolf, Marek Lieberberg, Jürgen Kessner & Axel Schürmann) Bekanntheit erlangte, zusammen mit Roswitha Haas, die später diverse Kinderbücher schrieb, das Unternehmen Media Concept.
1992 erschien der erste Film Griechische Sagen: Perseus. Später folgten Filme wie Aladin oder Die schönsten Geschichten vom Osterhasen. Teile des Filmes dienen heute als Lernprogramm. Neben animierten Filmen wurden auch Bilderbuchfilme und Bücher zu den Filmen veröffentlicht. 2005 erschien mit Die kleine Hexe Arischa der bisher letzte Film. Als Sprecher wurden teilweise lokale oder überregionale Bekanntheiten wie z. B. Rainer Maria Ehrhardt oder Georg Feils verpflichtet.
Viele der Filme ab 1994 wurden in Englisch und weitere Sprachen übersetzt und von Midas Interactive und Phoenix Games bis 2010 auf PlayStation, PlayStation 2, Nintendo DS und Nintendo Wii vertrieben. Auch gab es von einigen Filmen Versionen für Philips’ CD-i-System und als Hörspiel auf CD und MC.
Der ursprüngliche Großhändler für die Filme auf VHS und Musikkassette war der Jünger Verlag, danach wurden die Filme u. a. von der Best Entertainment AG vertrieben. Später wurden DVDs und CDs im eigenen Onlineshop verkauft.

Abenteuer im Land der Dinosaurier (2000) (2004 DVD)

Seit ungefähr 2015 gewann Dingo Pictures durch Reviews ihrer Filme auf der Videoplattform YouTube an Bekanntheit. Auch ist ein Ausschnitt aus einem Dingo-Pictures-Film das erste Video in der bekannten YouTube-Playlist Important Videos.
Einige Filme galten lange Zeit sowohl auf Englisch als auch auf Deutsch als verschollen. Zwischen 2018 und 2020 tauchten die Filme wieder auf.
Neben Dingo Pictures trat Ickert mit alten Bandkollegen in den 1990er Jahren als die Royal Oldies in seiner Friedrichsdorfer Heimat auf. Haas schrieb bis zu ihrem Tod 2015 diverse Kinderbücher, unter anderem Jim Knopf – Erstlesebuch (2000) und In einem Land vor unserer Zeit – Die Insel (2001). Im Januar 2021 wurde die Webseite geschlossen.
Am 26. Mai 2021 verkündete das Independent-Label Vier Sterne Deluxe Records, dass Freunde von Ickert Dingo Pictures geerbt hätten und einen neuen CEO ernannt haben. Das Label plant, die Filme als Hörspiele in überarbeiteter Fassung zu veröffentlichen. Am 24. Juni 2021 wurde auf der Facebookseite von Vier Sterne Deluxe Records die Zusammenarbeit offiziell bestätigt. Im August 2021 wurde das erste Hörspiel veröffentlicht. Seitdem erscheint jeden Monat ein Film als Hörspiel.
Von Juli bis August 2021 wurde erfolgreich Geld für einen Dokumentarfilm über Dingo Pictures gesammelt. Dieser wird von Josef „Beppo“ Roderer und Simon Bohnsack realisiert. An Weihnachten 2023 wurde die erste Episode der Doku auf YouTube veröffentlicht.

## Rezeption
The Guardian nennt die Filme von Dingo Pictures „The world’s most infamous mockbusters“. Die Süddeutsche Zeitung schrieb, die Filme sähen so aus, „als wären sie lustlos mit Filzstiften abgemalt worden […]. Diese nachgemachten Filme waren kurz, wirr, voller Logikfehler und hatten so gar nichts vom Zauber der aufwendigen Kinofilme.“ WatchMojo listet Die kleine Hexe Arischa unter den Top 20 animierten Film-Ripoffs. Vice findet, das Meme yee sei ein „Meisterwerk“.

## Bekannte Sprecher
- Rainer Maria Ehrhardt
- Armin Drogat (Schauspieler)
- Simone Greiss (Schauspielerin)
- Georg Feils (Musiker; FERRI)
- Viola Seiffe (Radiomoderatorin)
- Can Oral
- Bernt Möhrle (Chilly, Supermax)

## Werke

### Filme
- 1992: Griechische Sagen: Perseus
- 1992: Die Nibelungen Sage: Siegfried
- 1993: Die schönsten Geschichten vom Osterhasen
- 1993: Aladin
- 1993: Sing mit Aladin
- 1993: Lustige Weihnachten: Max’ wundersames Geschenk
- 1994: Neue Geschichten vom Osterhasen
- 1994: Goldie: Abenteuer im Zauberwald
- 1994: Der König der Tiere
- 1994: Hampie ein kleiner Wal entdeckt seine Welt
- 1995: Es weihnachtet sehr …
- 1995: Artige Katzen
- 1995: Pocahontas
- 1995: Ein Fall für die Mäusepolizei
- 1996: Toys: Das Geburtstagsgeschenk
- 1996: Wabuu der freche Waschbär
- 1996: Der Glöckner von Notre Dame
- 1996: Janis das Schweinchenbaby
- 1996: Peter und der Wolf
- 1997: Der gestiefelte Kater
- 1997: Auf der Suche nach den Dalmatinern
- 1997: Balto
- 1997: Hercules
- 1997: Die Bremer Stadtmusikanten
- 1998: Anastasia
- 1998: Das unglaubliche Fußballspiel der Tiere
- 1998: Ein Prinz für Ägypten
- 1998: Das Schwert von Camelot
- 1999: Der König der Tiere: Das große Abenteuer
- 1999: Tarzan: Der Herr des Dschungels
- 2000: Im Tal der Osterhasen
- 2000: Winkie der kleine Bär
- 2000: Abenteuer im Land der Dinosaurier
- 2000: … noch mehr Dalmatiner
- 2001: Atlantis: Der verlorene Kontinent
- 2004: Benni und seine Freunde
- 2005: Die kleine Hexe Arischa

### CDs und MCs
Seit 2021 werden Hörspiele von Vier Sterne Deluxe Records veröffentlicht.
- 1996: Toys (Jünger Verlag, MC, CD)[19]
- 2004: Wabuu der freche Waschbär (Magic, MC und CD)[20]
- Ein Fall für die Mäusepolizei (Rondo Hitline / Jünger, MC)
- Pocahontas (MC & CD, Gruetzi / Jünger)

### Bücher
Die Bücher wurden im Verlag Unipart Media herausgegeben.
- Sing mit Aladin. ISBN 978-3-89467-220-1
- 1999: Mulan. ISBN 978-3-89755-472-6
- 1999: König Der Tiere – Neue Abenteuer. ISBN 3-89755-561-1
- 1999: Der König der Tiere – Die Schatzsuche ISBN 3-89755-633-2
- 1999: Tarzan. ISBN 3-89755-671-5